# Blå Ko (tv-serie)
Blå Ko  (originaltitel: Blue Cow)  er en britisk tegneserie ko der er skabt af Blue-Zoo. 
Serien er fra 2002 og blev vist på DR mini ramasjang og DRTV, den er oprindelige en BBCs børne-tv-serie som kørte på The Story Makers. Serien blev primært vist på CBeebies-kanalen, men har tidligere været vist på BBC Two.
Serien handler om en blå ko, der undre sig over hvad der foregår i omverden. I hver episode undre hun sig over noget. De andre sort hvide køer på marken tror ikke på hende, og når hun tager afsted for at undersøge det siger de ”Nu drømmer hun igen".
Blå ko stiger på en dobbeltdækkerbus som tager hende til en destination hvor hun vil finde svaret på hvad hun undre sig over. 
Når hun vender tilbage i slutningen af serien, fortæller hun i de fleste afsnit hvad hun har lavet i løbet af dagen til de andre køer på marken. De andre køer tror stadig ikke på hende og siger ”Køer kan ikke” hvor der derefter er en beskrivelse af præcis hvad blå ko lige har lavet. Derefter kommer fortælleren med en bemærkning om "Men vi ved det kan de, ikke også ?".